# Port-sur-Saône
Port-sur-Saône là một xã ở tỉnh Haute-Saône trong vùng Franche-Comté phía đông nước Pháp.

## Twin towns
Port-sur-Saône kết nghĩa với:
- Brest in Belarus